# Наша слова (1990)
«На́ша сло́ва» — еженедельная газета, орган Общества белорусского языка.

## История
Инициатором создания еженедельника «Наше слово» был народный поэт Белоруссии Нил Гилевич. Издавалась с марта 1990 года в Минске как еженедельный бюллетень. С января 1991 до апреля 1997 гг. — еженедельная газета. Издание содержало информационные, публицистические, исторические, полемические, агитационные и языковедческие материалы, которые касались проблематики по теме белорусского языка и культуры.
26 сентября 1997 года Республиканский совет Общества белорусского языка принял решение о возобновлении издания, которое было поручено Лидскому совету Общества белорусского языка. С ноября 1997 года газета выходит в Лиде как частное еженедельное издание для детей старшего возраста.
2 февраля 2011 года вышел из печати тысячный номер еженедельника «Наша слова». Газета стала первым из еженедельников, основанных в новейшее время белорусской истории, которая вышла на цифру 1000. Газета знакомила с историческими личностями Белоруссии, отслеживало юбилеи всех деятелей белорусского национального возрождения. На страницах еженедельника публиковались материалы по актуальным вопросам белорусского языка, белорусской истории и культуры. Публикации готовили лучшие белорусские учёные страны, среди которых были в том числе академики, доктора и кандидаты наук. На то время газету получали как жители Белоруссии, так и представители белорусской диаспоры в Германии, США, Канаде, Латвии, России, в Украине и Чехии.
Газета сыграла значительную роль в деле принятия Верховным Советом БССР «Закона о языках», в соответствии с которым белорусский язык был провозглашён государственным; декларации о государственном суверенитете Белорусской ССР и придания ей статуса конституционного закона; изменении названия БССР на Республику Беларусь, принятия Государственного герба и флага.
29 декабря 2021 года вышел последний бумажный номер газеты «Наша слова». Причиной стала ликвидация Верховным судом Республики Беларусь основателя газеты — «Общество белорусского языка». С 5 января 2022 года газета возобновила свою деятельность, но уже в электронном формате — «Наша слова.pdf», изменив владельца издания. При этом издание стало не электронной версией своего предшественника, а новой газетой. Главным редактором издания стал Станислав Судник, который в приветственной статье нового выпуска сообщил, что «пока не возобновится бумажное издание „Наша слова“, электронная газета „Наша слова.pdf“ будет выполнять те же функции, печатать материалы той же тематики». Новая газета размещается на сайтах nslowa.by, pawet.net, kamunikat.org, belkiosk.by.
Входит в состав «Ассоциации издателей региональной прессы „Объединённые массмедиа“».

## Главные редакторы
- Нил Гилевич (1990—1991)
- Эрнест Васильевич Ялугин (1991—1997)
- Станислав Вацлавович Судник (с 1997)